# Błyszczyk Pittiera
Błyszczyk Pittiera, błyszczyk brylantowy (Moenkhausia pittieri) – gatunek słodkowodnej ryby o niepewnej pozycji systematycznej, zaliczany do kladu Hemigrammus w rodzinie kąsaczowatych (Characidae).

## Występowanie
Zlewisko jeziora Valencia w Wenezueli.

## Cechy morfologiczne
Osiąga 6 cm długości.

## Odżywianie
Żywi się robakami, skorupiakami i owadami.

## Znaczenie i hodowla
Hodowany w akwariach. Wymaga akwarium o długości co najmniej 80 cm i trzymania w grupach po 5 i więcej osobników. Wymaga wody o temperaturze 24–28 °C, pH 6–7 i twardości dH 5–12.